# Packwood, Iowa
Packwood är en ort i Jefferson County i Iowa. Vid 2010 års folkräkning hade Packwood 204 invånare.